# 안국건강
(주)안국건강(安國建强, 영어: AG HEALTH Co. Ltd.)는 
대한민국의 건강기능식품 및 식품 회사이다.

## 연혁
- 1955년 안국약품 설립
- 2002년 안국약품 계열사로 독립법인 설립
- 2005년 대표이사 '보건복지부 장관상' 수상
- 2006년 생약추출물 : VDT 증후군의 안증상 개선용 약학조성물 특허 등록
- 2007년 안국건강(주) 부설연구소 설립 및 승인 (11월)
- 2007년 연구개발 벤처기업 승인 (12월)
- 2009년 안국건강 '기업과 예술의 만남' 공연지원 공로로 메세나패 수상
- 2012년 국내 최초 눈전문 건강기능식품 브랜드 '아이세이프' 홈페이지 및 쇼핑몰 오픈
- 2015년 국내 최초 코건강 건강기능식품 브랜드 '코박사' 론칭
- 2016년 KOBACO 주관 2016 중소기업 방송광고 페어 대상 수상
- 2020년 '2020 동반성장 주간' 상생협력 우수사례로 중소벤처기업부 장관상 수상
- 2022년 국내 유일 루테인지아잔틴추출복합물 개별인정형 허가 획득(제2022-29호)
- 2022년 한국소비자평가 건강기능식품(루테인) 부문 1위
- 2022년 올해의우수브랜드대상 건강기능식품 부문 1위(아이원)
- 2024년 사람-이웃-지구를 위한 제조원칙 USE-NO USE(유즈노유즈) 선포식

## 주요 브랜드
- 아이원 (눈건강)
- 아이메가 (오메가3)
- 코박사 (코건강)
- 잔티움 나이트버닝 (다이어트 제품)